# Orsenigo
Orsenigo (lombardul Orsenigh) egy comune (község) az olaszországi Lombardiában, a Comói-tó partján.